# Eteroligosita
Eteroligosita is een geslacht van vliesvleugeligen uit de familie Trichogrammatidae. De wetenschappelijke naam van dit geslacht is voor het eerst geldig gepubliceerd in 1976 door Viggiani.

## Soorten
Het geslacht Eteroligosita omvat de volgende soorten:
- Eteroligosita senticosa Lin, 1994
- Eteroligosita tamaricis Viggiani, 1976
- Eteroligosita zonata Lin, 1994